# Anomis extima
Anomis extima är en fjärilsart som beskrevs av Walker 1858. Anomis extima ingår i släktet Anomis och familjen nattflyn. Inga underarter finns listade i Catalogue of Life.